# Ryûgû-kita Misaki
Ryûgû-kita Misaki är en udde i Antarktis. Den ligger i Östantarktis. Norge gör anspråk på området.
Terrängen inåt land är kuperad åt sydost, men åt sydväst är den platt. Havet är nära Ryûgû-kita Misaki åt nordväst. Trakten är obefolkad. Det finns inga samhällen i närheten.